# Hydroporus anatolicus
Hydroporus anatolicus är en skalbaggsart som beskrevs av J. Balfour-browne 1963. Hydroporus anatolicus ingår i släktet Hydroporus och familjen dykare.

## Underarter
Arten delas in i följande underarter:
- H. a. koksali
- H. a. anatolicus